# Chyły
Chyły – część miasta Stalowa Wola, do 1953 przysiółek wsi Pławo. Leży na południe od obecnego centrum miasta. Z Pława oraz jego przysiółków Chyłów i Swołów wykształciła się obecna Stalowa Wola.

## Historia
Dawniej przysiółek wsi Pławo w gminie jednostkowej Pławo w powiecie niżańskim, za II RP w woј. lwowskim. W 1934 w nowo utworzonej zbiorowej gminie Nisko, gdzie weszły w skład nowo utworzonej gromady Pławo.
Podczas II wojny światowej Niemcy wyodrębnili Chyły od Pława, włączając je do nowo utworzonej gminy Górno w powiecie Jaroslau w dystrykcie krakowskim (Generalne Gubernatorstwo). Liczyły wtedy 203 mieszkańców.
Po wojnie znów jako część Pława w gminie Nisko w powiecie niżańskim w województwie rzeszowskim. 1 lipca 1953 wraz z Pławem włączone do Stalowej Woli w związku z podniesieniem jej do statusu miasta na prawach powiatu.